# 釋大勇
釋大勇（1893年—1929年），俗名李錦章，法名傳眾，法字大勇，以字行。生於清帝國四川省巴縣（今四川重慶市），佛教出家比丘，為臨濟宗太虛大師門徒。在民國初期，他將藏傳佛教引進中國，曾漢譯宗喀巴《菩提道次第略論》。

## 生平
畢業於四川法政學校後，投身四川軍旅。
1918年，開始學習佛教。在閱讀過太虛大師《攝大乘論》等講稿後，大勇法師升起出家的念頭。1919年，與其友黄葆蒼、董慕舒，於鄞西天王寺，在太虛大師門下，三人一同剃度出家。1920年，大勇法師於鎮江金山寺受具足戒，隨後至五台山行腳。1921年，太虛大師至北京廣濟寺，宣講《法華經》，大勇法師自五台山前往聽講。在太虛大師返杭州後，大勇法師留在北京。同年，遇日本覺隨阿闍黎，在他的啟發下，至日本高野山，欲學習東密。但後來覺隨阿闍黎改變態度，不願意傳授。1922年秋，大勇法師返回中國杭州，籌措學費。與常熟興福寺住持持松法師，二人再度來到日本，入高野山密教大學，學習東密。大勇法師在金山穆昭阿闍黎門下，學習胎藏與金剛界二部密法，獲得阿闍黎資格。
1923年，大勇法師返回中國，在江味農、吳璧華等居士的邀請下，於上海及杭州開壇傳法、灌頂。1924年，大勇法師至武昌傳授密法及灌頂，場地選在太虛大師創辦的武昌佛學院內。其同學持松法師，也至武昌傳法，當時他們兩人傳授的密法風行於武漢三鎮，當地佛教居士紛紛投入修行密法。根據東初法師的說法，這也影響到武昌佛學院，武昌佛學院在信徒捐獻減少的狀況下，慢慢難以為繼。
1924年，大勇法師至北京，認識雍和宫的白普仁喇嘛，向他學習藏傳佛教，兩人一同閉關。因為東密沒有無上瑜伽部，大勇法師立下融合日本、西藏的密教而創設中國密教的心願。同年，獲得武漢地區胡子芴等居士的支持，在北京慈恩寺建立藏文學院，聘請康定人充寶琳，教授藏文，作為入藏學法的準備。武昌佛學院第一期畢業生，如法尊法師等人，至北京，進入藏文學院。
1925年，大勇法師結束藏文學院，組成留藏學法團，由大勇法師任團長，成員約二十名左右，包括法尊法師與能海上師等人。留藏學法團由北京出發，經武漢，至四川，準備至拉薩。但西藏方面認為這群人可能有政治目的，邊境守軍不讓他們通過，留藏學法團被迫停留在打箭爐（今康定），無法入藏。大勇法師在此地與格魯派僧人交往，學習藏文與經典，譯出《菩提道次第略論》。
1926年，因為經費不足，大勇法師解散了留藏學法團。1927年，大勇與部份學法團成員，再度動身，準備至拉薩，但在甘孜再度被西藏守軍阻止前進。在這期間，因為國民革命軍北伐，來自武漢地區居士的資助斷絕，想入藏學習的僧人，過著清苦的生活。
1929年，大勇法師在甘孜札迦寺過世，世壽37，僧臘10年。

## 外部連結
- 梅靜軒，《民國以來的漢藏佛教關係（1912-1949） （页面存档备份，存于）》，收入中華佛學研究第02期 (p251-288)： (民國87年)，台北：中華佛學研究所。